# توماس خوبری
توماس خوبری (سوئدی: Thomas Sjöberg؛ زادهٔ ۶ ژوئیهٔ ۱۹۵۲) بازیکن و مربی فوتبال اهل سوئد بود.
از باشگاه‌هایی که در آن بازی کرده‌است می‌توان به باشگاه فوتبال هلسینگبورگس، باشگاه فوتبال الاتحاد، باشگاه فوتبال مالمو، و باشگاه فوتبال کارلسروهه اشاره کرد.
وی همچنین در تیم‌های ملی فوتبال زیر ۲۱ سال سوئد و سوئد بازی کرده‌است.